# NGC 4656
NGC 4656 (anche nota come Galassia Mazza da Hockey) è una galassia a spirale irregolare nella costellazione dei Cani da Caccia.
Si individua 4,5 gradi a NE della stella γ Comae Berenices; appare come una scia luminosa che verso nord assume una forma contorta e irregolare (nell'immagine è quella a sinistra). Telescopi da 200mm di apertura consentono di notare che in realtà la parte terminale del fuso, in questa direzione, è un'altra galassia, nana (NGC 4657), che, interagendo con la galassia principale, ne modifica l'aspetto originale, che doveva essere quello di una spirale barrata. La sua distanza dalla Via Lattea è stimata attorno ai 10 milioni di anni-luce; fa parte, assieme alla galassia NGC 4631, di un "Gruppo Locale" simile al nostro, nonché uno dei più vicini.

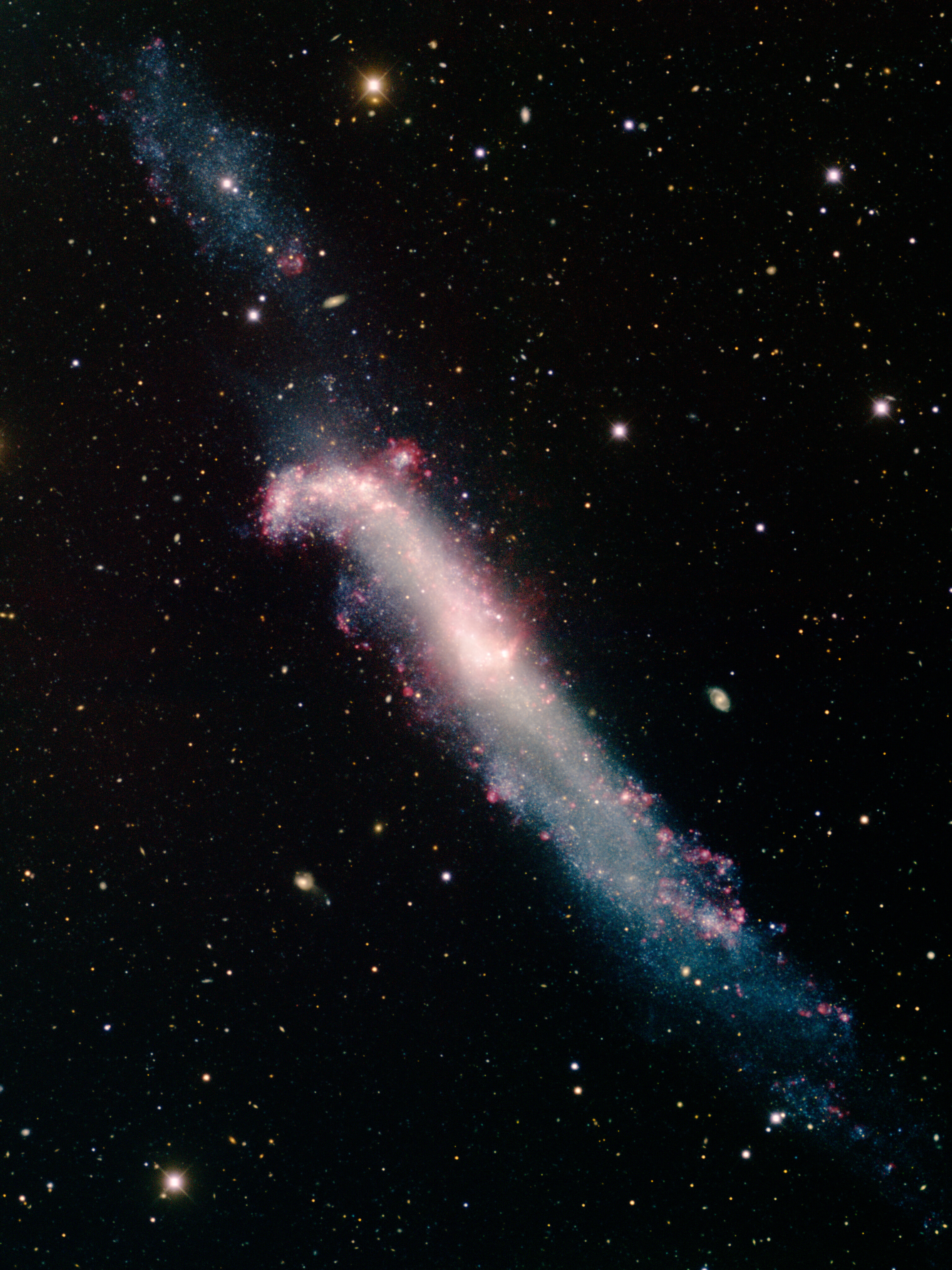
NGC 4656 (Mayall 4-meter telescope at Kitt Peak National Observatory)
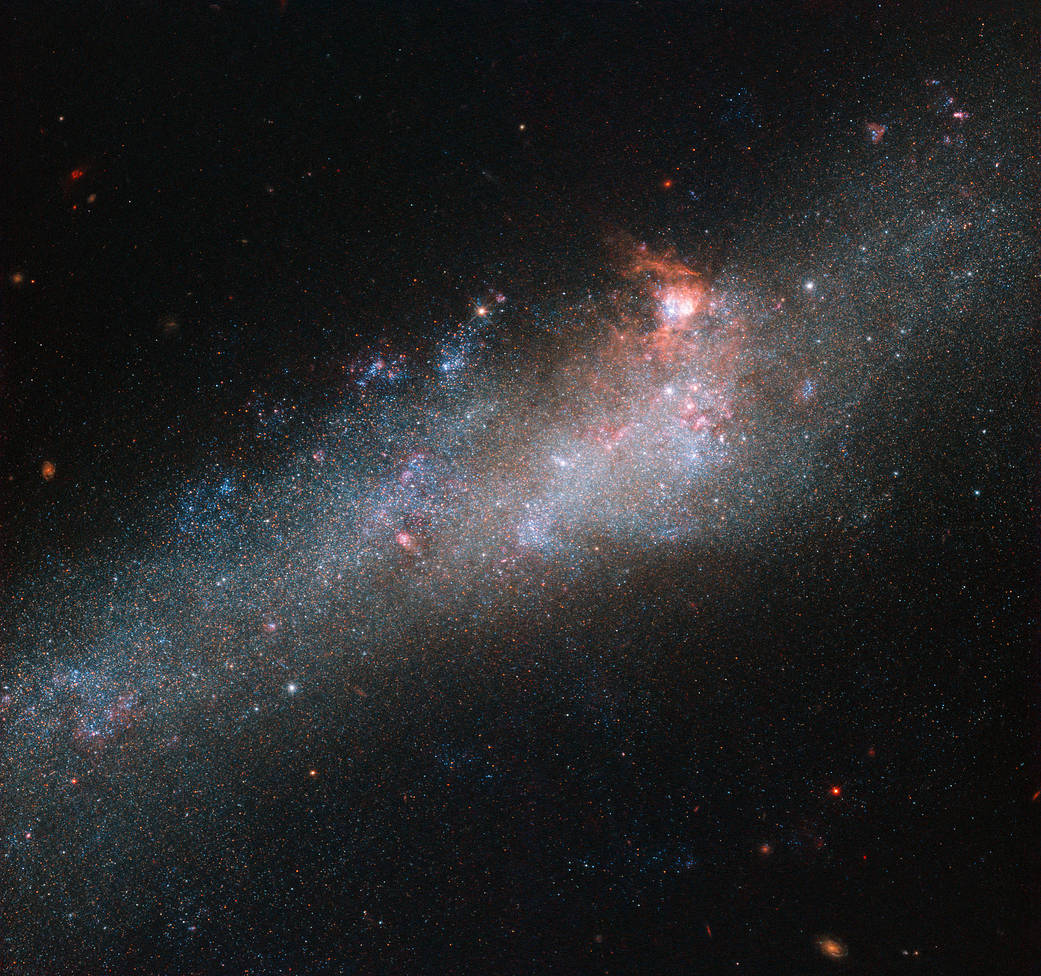
NGC 4656 - regione centrale (Telescopio spaziale Hubble)
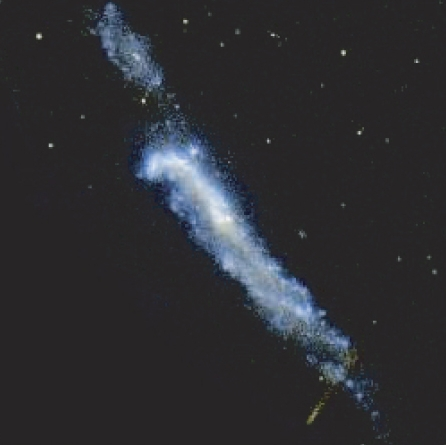
NGC 4656  (GALEX)